# Pintura (material)

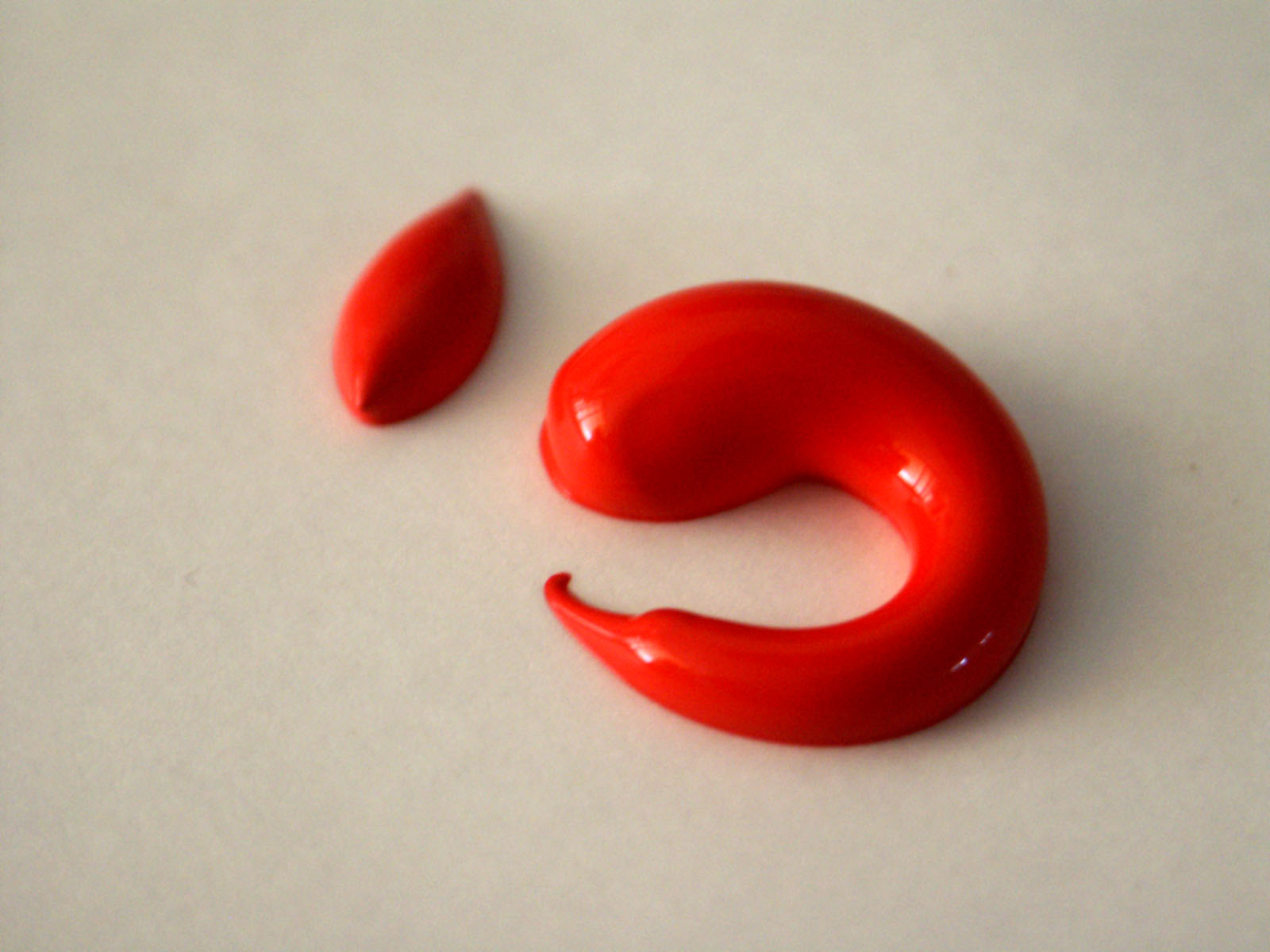
Un rastro de pintura roja.

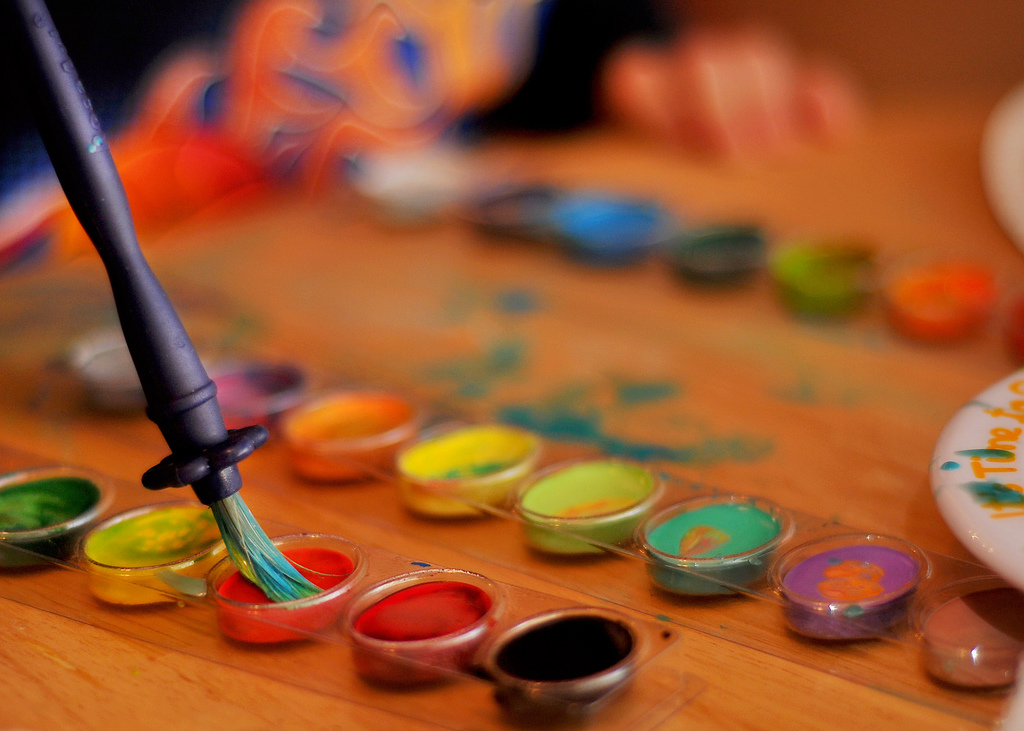
Acuarelas.

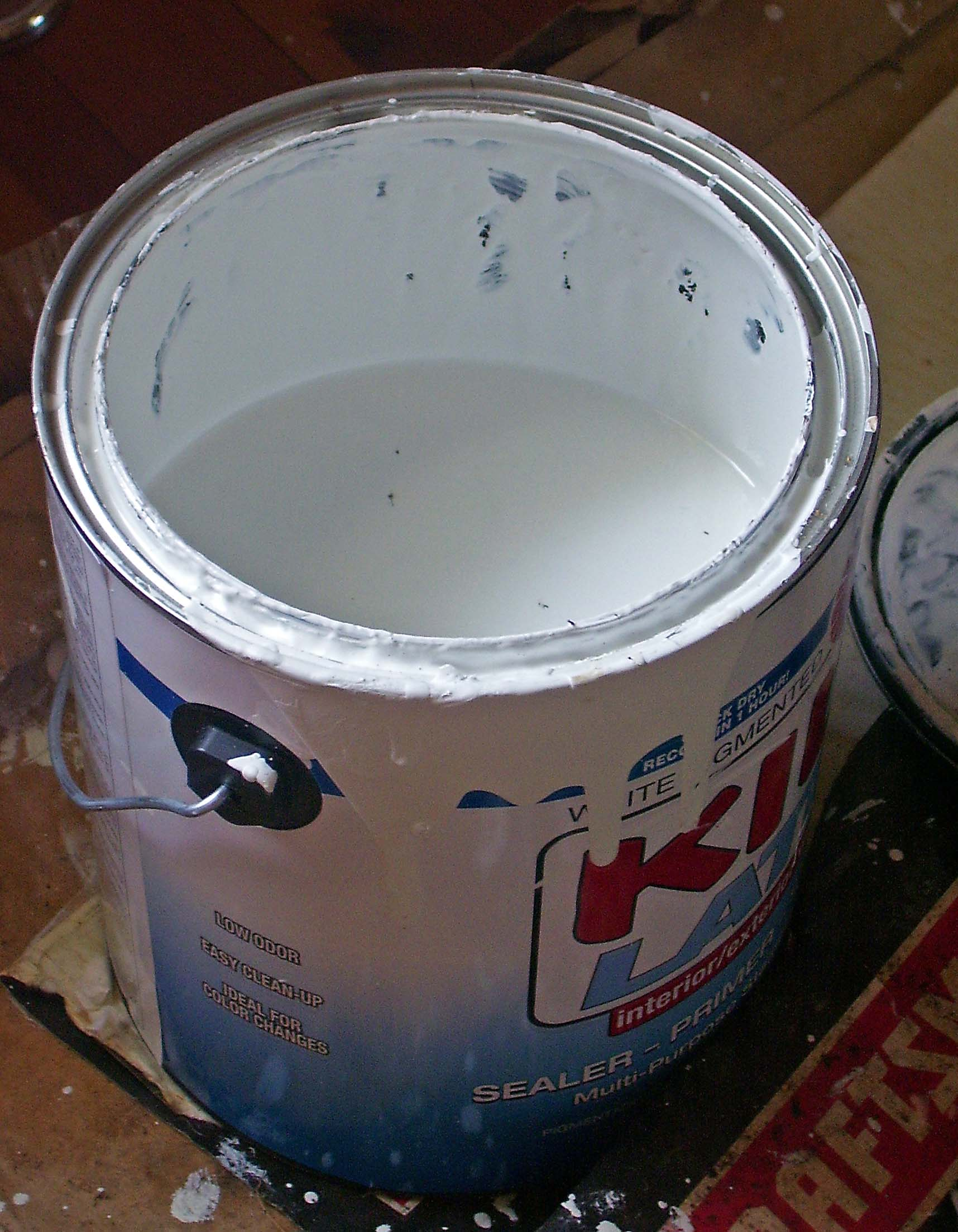
Un bote de pintura blanca.

La pintura es un producto fluido que, aplicado sobre una superficie en capas relativamente delgadas, se transforma al cabo de un tiempo en una capa sólida que se adhiere a dicha superficie, de tal forma que recubre, protege y decora el elemento sobre el que se ha aplicado. Artísticamente se ocupa en la elaboración de pinturas.
En tiempos antiguos la pintura era hecha a base de pigmento.
Se suele aplicar con implementos tales como brochas, pinceles, rodillos, pistolas o bien directamente por inmersión.

## Historia

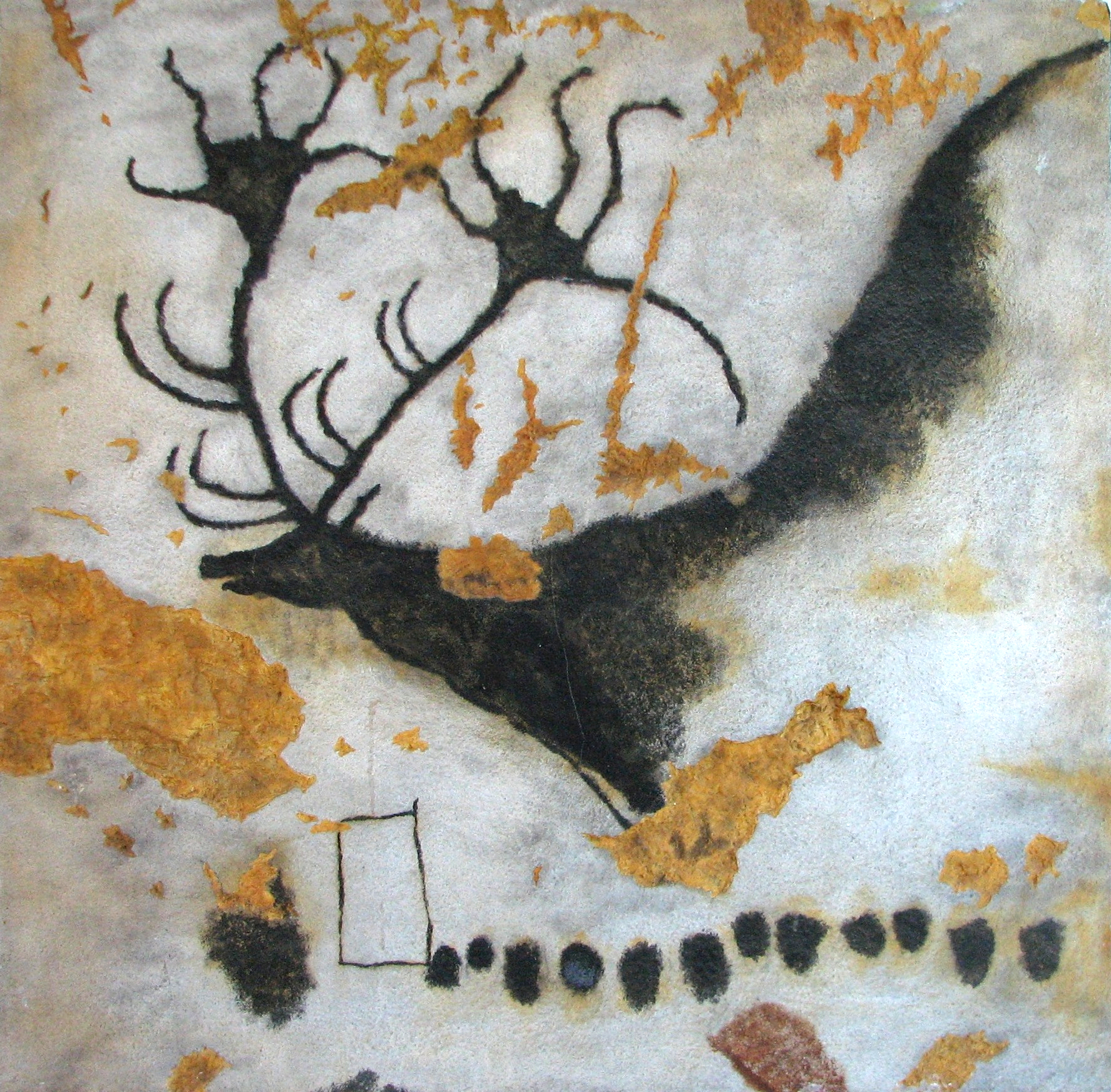
Una pintura rupestre al carbón y ocre de Megaloceros de Lascaux, Francia.

La pintura fue una de las primeras artes de la humanidad. Algunas pinturas rupestres dibujadas con ocre rojo o amarillo, hematita, óxido de manganeso y carbón vegetal pueden haber sido realizadas por los primeros Homo sapiens hace ya 40.000 años. La pintura puede ser incluso más antigua. En 2003 y 2004, arqueólogos sudafricanos informaron de hallazgos en la Cueva de Blombos de una mezcla a base de ocre de 100.000 años de antigüedad hecha por el hombre que podría haberse utilizado como pintura. Otras excavaciones en la misma cueva dieron como resultado el informe de 2011 de un kit de herramientas completo para moler pigmentos y hacer una sustancia primitiva similar a la pintura.
Se ha descubierto que las paredes interiores del Ness of Brodgar, de 5.000 años de antigüedad, incorporan piedras individuales pintadas en amarillos, rojos y naranjas, utilizando un pigmento ocre de hematita mezclado con grasa animal, leche o huevos.
Los antiguos muros coloreados de Dendera, Egipto, que estuvieron expuestos durante años a la intemperie, aún conservan su brillante color, tan vivo como cuando fueron pintados hace unos 2.000 años. Los egipcios mezclaban sus colores con una sustancia gomosa y los aplicaban por separado unos de otros, sin mezclarlos. Parece que utilizaban seis colores: blanco, negro, azul, rojo, amarillo y verde. Primero cubrieron la zona por completo con blanco y luego trazaron el diseño en negro, dejando fuera las luces del color base. Para el rojo utilizaban minio, generalmente de tono oscuro.
Las pinturas al óleo más antiguas que se conocen son murales budistas creados hacia el año 650 d. C. Las obras se encuentran en salas tipo cueva talladas en los acantilados del Valle de Bamiyán, Afganistán, "utilizando aceites de nuez y de semillas de amapola"." Plinio menciona unos techos pintados en su época en la ciudad de Ardea, que habían sido realizados antes de la fundación de Roma. Expresa su sorpresa y admiración por su frescura, tras el paso de tantos siglos.
En el siglo XIII, el óleo se utilizó para detallar las pinturas al temple. En el siglo XIV, Cennino Cennini describió una técnica pictórica en la que se utilizaba pintura al temple cubierta por ligeras capas de aceite.  Las propiedades de secado lento del aceites orgánicos eran conocidas por los primeros pintores europeos. Sin embargo, la dificultad para adquirir y trabajar los materiales hacía que se utilizaran poco (y de hecho el secado lento se consideraba una desventaja). La pintura se hacía con la yema de huevos y, por tanto, la sustancia se endurecía y se adhería a la superficie sobre la que se aplicaba. El pigmento se hacía con plantas, arena y diferentes suelos. La mayoría de las pinturas utilizaban aceite o agua como base (el diluyente, disolvente o vehículo para el pigmento).
El flamenco formado o influenciado por Antonello da Messina, a quien Vasari atribuyó erróneamente la introducción de la pintura al óleo en Italia, sí parece haber mejorado la fórmula añadiendo Litargirio, u óxido de plomo (II). Un ejemplo aún existente de pintura al óleo en una casa del siglo XVII es la Ham House en Surrey, Inglaterra, donde se utilizaba una imprimación junto con varias capas de fondo y una elaborada capa decorativa; la mezcla de pigmento y aceite se habría molido hasta formar una pasta con un mortero y una maja. Los pintores realizaban el proceso a mano, lo que les exponía a la intoxicación por plomo, debido al polvo de plomo blanco.
En 1718, Marshall Smith inventó en Inglaterra una "Máquina o motor para moler colores". No se sabe con exactitud cómo funcionaba, pero era un dispositivo que aumentaba la eficacia de la molienda de pigmentos de forma espectacular. Pronto, una empresa llamada Emerton and Manby anunciaba pinturas a precios excepcionalmente bajos que habían sido molidas con una tecnología que ahorraba trabajo:

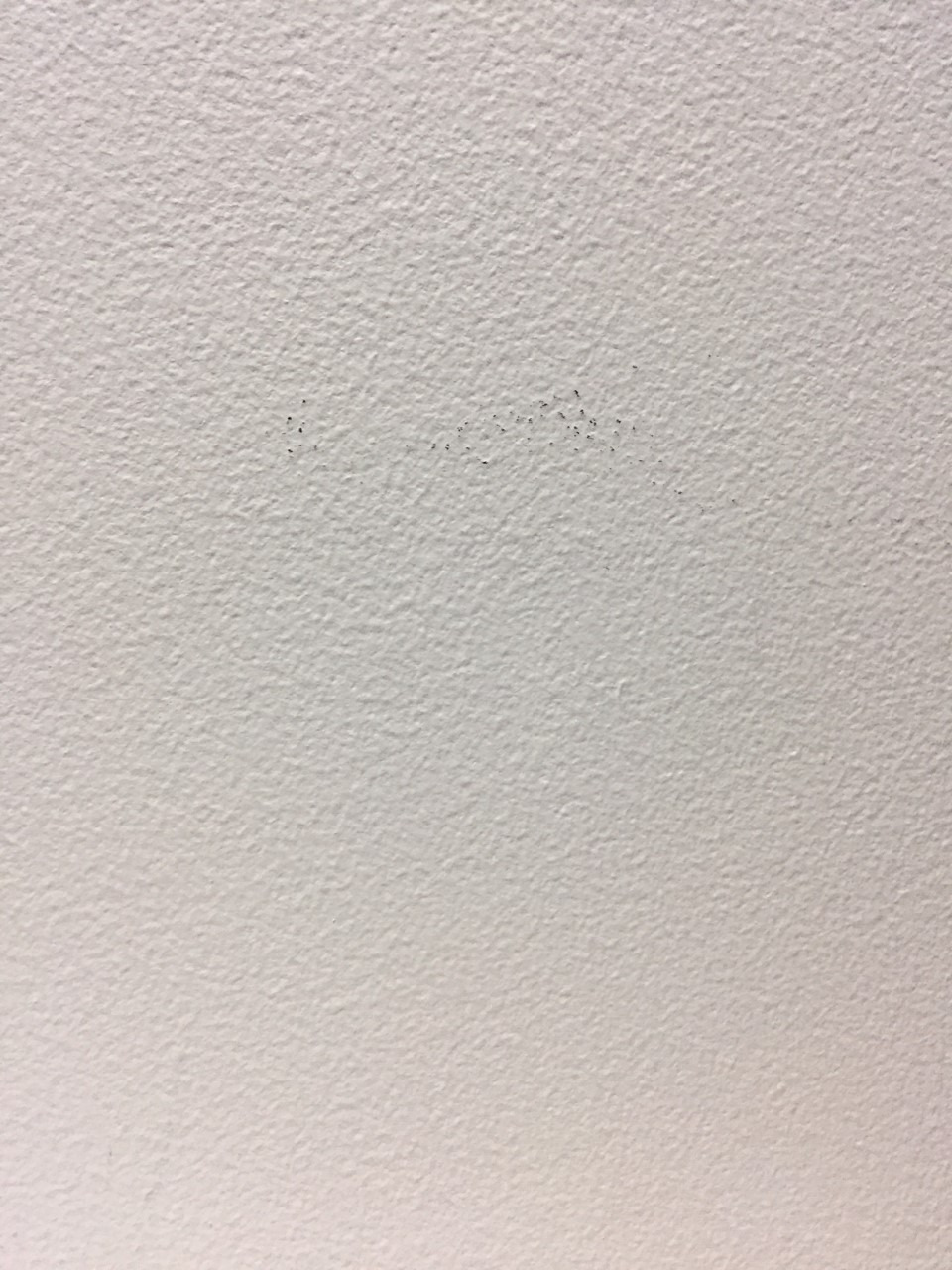
Pintura usada en el día a día - pintura blanca en una pared.

Una libra de color molido en un molino de caballos pintará doce yardas de trabajo, mientras que el color molido de cualquier otra manera, no hará la mitad de esa cantidad.
A mediados del siglo XVIII, con el inicio de la Revolución Industrial, la pintura se molía en molinos de vapor y se había encontrado una alternativa a los pigmentos a base de plomo en un derivado blanco del óxido de zinc. La pintura interior de las casas se convirtió en la norma a medida que avanzaba el siglo XIX, tanto por razones decorativas como porque la pintura era eficaz para evitar que las paredes se pudrieran por la humedad. El aceite de linaza también se utilizaba cada vez más como aglutinante económico.
En 1866, Sherwin-Williams en los Estados Unidos abrió como gran fabricante de pintura e inventó una pintura que podía utilizarse desde la lata sin necesidad de preparación.
No fue hasta que el estímulo de la Segunda Guerra Mundial creó una escasez de aceite de linaza en el mercado de suministros que se inventaron las resinas artificiales, o alquitaras. Baratas y fáciles de fabricar, también mantenían bien el color y duraban mucho tiempo.

## Tipos de pintura
Existen diferentes tipos de pinturas, como barnices, esmaltes, lacas, colorantes, entonadores y selladores, entre otros; cada uno con unas propiedades físicas y químicas que deben tenerse en cuenta a la hora de elegir el producto adecuado, ya sea por el tipo de superficie a aplicar, el carácter estético o las inclemencias a la que va a estar sometido.
Las más comunes son las siguientes:

### Temple
Es el tipo de pintura más utilizado para paredes interiores. Es una pintura permeable, porosa, de aspecto mate. No se puede lavar, ni colocar en zonas expuestas a la lluvia ni condensaciones de agua.

### Pintura plástica
Es un pigmento del cual se pueden limpiar las manchas que pueda recibir. 
Se usa en habitaciones, comedores, dormitorios, etc. No conviene usarla en locales donde se produce vapor, como baños o cocinas, pues debido a que genera una capa impermeable no permite el paso del vapor, por esa razón es común que se formen ampollas en su superficie. En estos recintos conviene usar pinturas de diferente composición y más permeables que permitan el paso de los gases. Se aplica principalmente sobre revoques de yeso o cemento y derivados.
Para aplicarlo sobre otros materiales como metal o madera, es necesario un tratamiento especial llamado imprimación, aunque la durabilidad no es buena, y para los acabados, tiene cierta tendencia a dejar las marcas de la herramienta usada para su aplicación. Para estos sustratos hay pinturas específicas que se conocen como esmalte sintético.
Para su aplicación se emplea brocha o rodillo.
También se le conoce como «pintura de emulsión» o «pintura de caucho» (principalmente en Venezuela). Otra característica que la distingue es el hecho de ser soluble en agua, por lo cual no precisa disolventes sintéticos como el aguarrás.
En la mayoría de los casos pueden ser de tipo mixto (interior-exterior) aun cuando hay algunas específicamente hechas para interiores (para pintar ambientes como salas y habitaciones) y otras hechas exclusivamente para exteriores (para pintar fachadas de casas y/o edificios). 
Por lo general suelen ser de acabado mate, si bien unas pocas son de acabado ligeramente brillante o «satinado». Estas últimas son conocidas en Venezuela como brillo de seda debido al fenómeno de metonimia ya que fue el nombre empleado por la primera marca de pintura de ese estilo que existió.

### Esmalte graso
Se utiliza tanto para el interior como para el exterior, y tanto para paredes y techos como para muebles, puertas, ventanas, metales, etc. Ofrece resistencia al agua, pierde brillo si está expuesto al sol, es fácilmente lavable, buena resistencia al frote, secado lento, especialmente a bajas temperaturas, y buena extensibilidad. Se le conoce como «pintura de aceite» y no es soluble en agua sino en solventes como el aguarrás, trementina, acetona, tolueno, etc.

### Esmalte sintético
Este es el tipo de pintura que mejor conserva el brillo, incluso a la intemperie. El acabado es liso, con aspecto mate, satinado o brillante. Se utiliza mucho para proteger superficies de metal y de madera, tanto en el exterior como interior. A diferencia del esmalte graso esta se seca con mayor rapidez. Algunos de ellos son de secado ultrarrápido y se deben aplicar exclusivamente a pistola.  
Por extensión también se le llama «pintura de aceite» ya que tampoco se disuelve en agua sino en solventes sintéticos como el hexano, acetona, MEK, tolueno, xileno, etc. 

### Pintura al cemento
Es de aspecto mate y relativamente resistente al desgaste y a la erosión provocados por la lluvia, viento, etc. Se utiliza en el exterior, en superficies que deben ser rugosas para que se adhiera sin problemas. Se compran en polvo y se mezclan con agua, es importante aplicarlo justo después de mezclarlo con agua, ya que se endurecen rápidamente. Este tipo de pinturas cementicias ha sido superado ampliamente desde hace unos años por pinturas específicas para exteriores, entre las que podemos encontrar las pinturas de piso, etc. Estas, más modernas, presentan mucho mayor resistencia a los agentes atmosféricos y su acabado es muy superior que las cementicias. No obstante, aún se siguen usando las derivadas del cemento blanco por su bajo costo comparado con las mencionadas. En climas tropicales y subtropicales, en caso de usar pinturas cementicias, es necesario repintar todos los años luego de las temporadas de lluvia.

### Pintura a la cal
La gran ventaja de esta pintura, además de su bajo costo, es que debido a su alcalinidad tiende a destruir la materia orgánica, por lo tanto es útil para pintar habitaciones de casas abandonadas o que no se han usado por tiempo donde existe la presencia de insectos. Es antiséptica. No es adecuada para el exterior, pues, el agua de lluvia tiende a eliminarla aunque se le agreguen aditivos comúnmente llamados fijadores. El proceso de carbonatación, es decir de formación de la capa sólida, se da exclusivamente en presencia del dióxido de carbono del aire. Demora en fijarse los días lluviosos o de mucha humedad. Presenta también la gran ventaja adicional de permitir el pasaje de los vapores por eso es apta para ser usada en baños y cocinas, pues permite la "respiración" del paramento, disminuyendo así la posibilidad de formación de hongos (pues estos se producen en ambientes anaeróbicos, es decir sin presencia de aire). Esa condición también hace que este tipo de pintura no se ampolle. De todas formas es una pintura de baja calidad, esto se nota por su aspecto y en particular porque al recostarse queda en parte adherida a la ropa. Existen pinturas llamadas para cielorasos, más económicas que la plásticas que son específicas para baños y cocinas y ofrecen un aspecto más agradable, pero, no tienen la propiedad antiséptica de las pinturas a la cal. El aspecto es mate. No se debe emplear sobre yesos, maderas o metales. Hay que tener cuidado al usar este tipo de pintura, ya que es corrosiva, y puede quemar las manos.

### Lacado
La superficie queda totalmente lisa y brillante. Es un tipo de pintura muy popular, sobre todo para pintar muebles, puertas, etc. Hay que saber utilizar bien esta técnica, ya que se dan varias capas de productos distintos y pueden surgir problemas de adherencia entre ellas, si no se aplican correctamente. A diferencia de los barnices, se usan para interiores.

### Pinturas decorativas
Para lograr un aspecto diferente, existen pinturas especiales que imitan el mármol o el estuco, o que semejan acabados antiguos, rústicos o multicolor.

### Vinilo
El vinilo se encuentra presente en la pintura acrílica o vinílica; tiene la misma función que el aceite en la pintura de óleo. Es un medio que permite al pigmento adherirse a las superficies. Es incoloro y es soluble en agua. Tiene menor tiempo de secado que la pintura óleo, y mayor resistencia a la intemperie, aunque todavía no se ha determinado su durabilidad frente al óleo.Existen 3 fases de fabricación de las pinturas vinílicas: premezcla, molienda y completado y control de calidad. La premezcla consiste en mezclar los ingredientes sólidos, parte de las resinas y disolventes para formar una pasta viscosa que ya tiene el color final.

## Componentes de la pintura

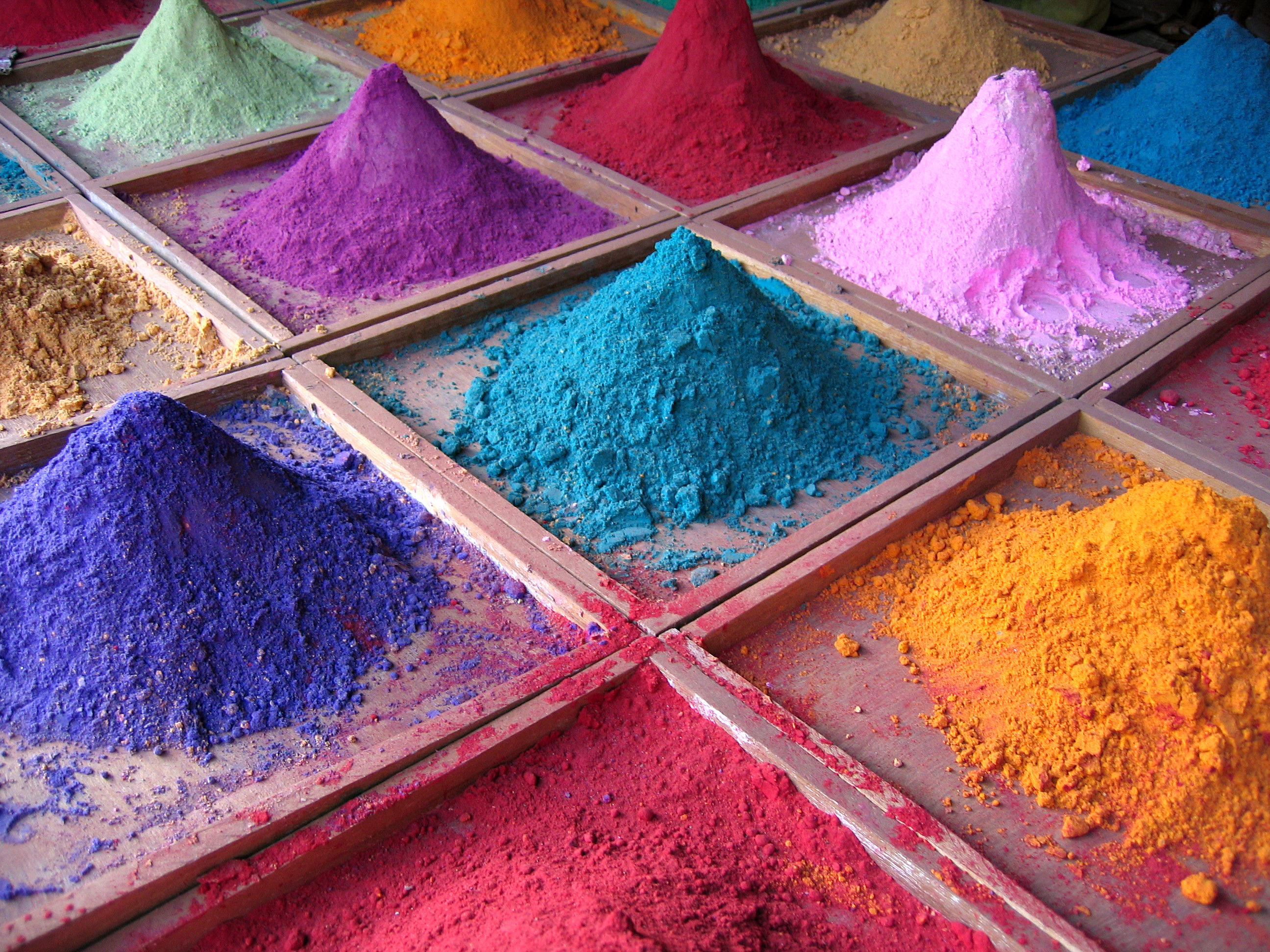
Pigmentos de diferentes colores.

Todas las pinturas se componen a su vez de una serie de subproductos:
- Pigmentos: son materiales en forma de polvo que al aportarse en el producto, le aportan color y opacidad
- Aglutinantes: Son los líquidos o sólidos encargados de retener los pigmentos una vez que se ha formado la pintura
- Disolventes: son sustancias encargadas de la disolución del aglutinante en caso de que este sea sólido; y fluidificarlo en caso de un aglutinante líquido
- Plastificante: el efecto del plastificante es hacer que el material al que se agrega sea más maleable, adquiera una mayor plasticidad y por tanto sea más sencillo su tratamiento industrial. Su concentración final suele ser muy alta

.
- Cargas:

Estos recubrimientos tienen las siguientes propiedades en grados variables, dependiendo de la composición del recubrimiento: buen flujo y nivelación; proporción de aspersión y grosor de película satisfactorios; secado rápido, alta impermeabilidad, buena adhesión, flexibilidad y dureza, resistencia a la abrasión y durabilidad.
También se refiere en primer lugar a las sustancias empleadas para dar color y que suelen ser una mezcla de un pigmento con un aglutinante que es la sustancia que se le adhiere para que la pintura se fije al material en el que se va a trabajar, también se le agrega un líquido según la consistencia deseada. También existen pinturas que no requieren un aglutinante, como por ejemplo: los pasteles, carboncillos, grafitos, etc. Por extensión se denominan así también algunas obras realizadas con dichos materiales.
Existen multitud de técnicas válidas para la realización de pinturas, así como de soportes y motivaciones. Las técnicas se pueden diferenciar en grasas y acuosas. Los soportes en fijos o inmuebles (parietales o murales) y móviles (pintura de caballete).

## Arte

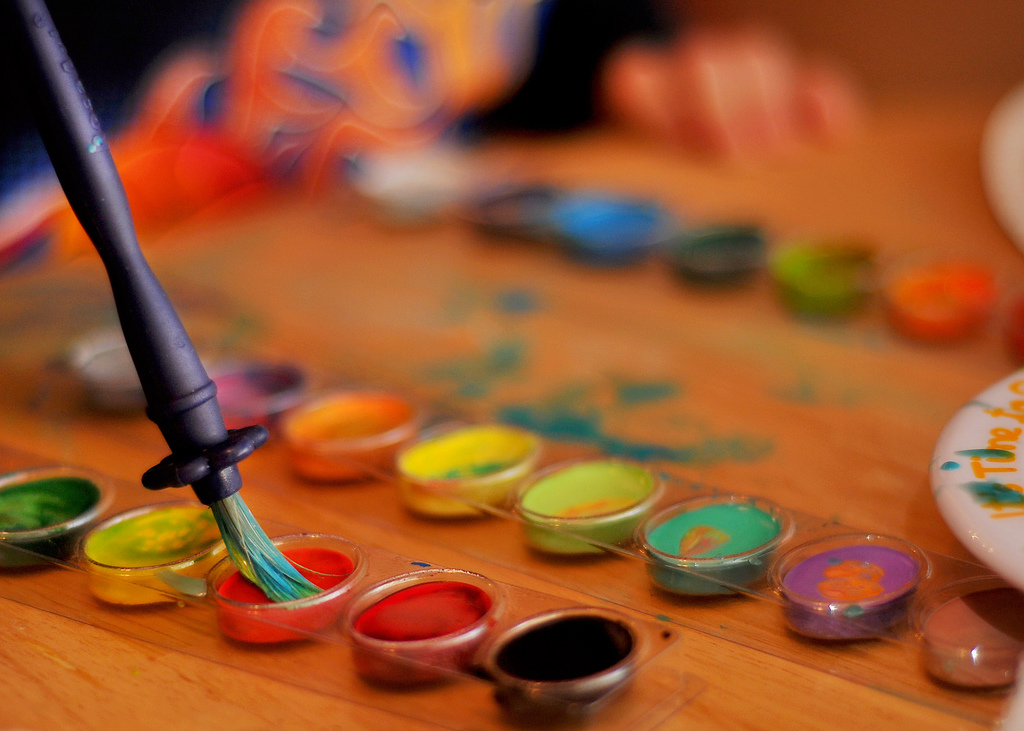
Acuarela aplicada con un pincel.

Desde la época del Renacimiento, el siccativo (secante), principalmente aceite de linaza, ha sido el tipo de pintura más utilizado en las aplicaciones de bellas artes; la pintura al óleo sigue siendo común hoy en día. Sin embargo, en el siglo XX, entraron en el mercado nuevas pinturas con base de agua, como la pintura acrílica, con el desarrollo del acrílico y otras pinturas de látex. Las pinturas de leche (también llamadas caseína), en las que el medio se deriva de la emulsión natural que es la leche, eran comunes en el siglo XIX y todavía se utilizan. Utilizado por los primeros artistas occidentales, la témpera de huevo (en la que el medio es una emulsión de yema de huevo cruda mezclada con aceite) sigue utilizándose también, al igual que las pinturas a base de cera encáustica. El gouache es una variante opaca de la acuarela, que se basa en distintos niveles de translucidez; ambas pinturas utilizan goma arábiga como soporte y agua como diluyente. El gouache también se conoce como "color de diseño" o "color corporal".
La pintura para carteles es una pintura distemper que se ha utilizado principalmente en la creación de obras de estudiantes, o por niños. Hay varias marcas de pintura para carteles y, dependiendo de la marca, la calidad será diferente. Las marcas más baratas suelen agrietarse o desvanecerse con el tiempo si se dejan en un cartel durante mucho tiempo. 

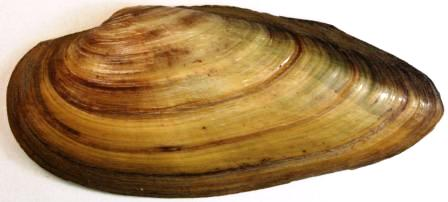
El "mejillón de pintor", un mejillón europeo de agua dulce. Las mitades individuales de la concha eran utilizadas por los artistas como un pequeño plato para la pintura.